# Mihălășeni (gmina w okręgu Botoszany)
Mihălășeni – gmina w Rumunii, w okręgu Botoszany. Obejmuje miejscowości Caraiman, Mihălășeni, Năstase, Negrești, Păun, Sărata i Slobozia Silișcani. W 2011 roku liczyła 2214 mieszkańców.